# Rev-Raptor
| Recensione             | Giudizio |
| ---------------------- | -------- |
| AllMusic               |          |
| Encyclopaedia Metallum | 79/100   |
| Truemetal.it           | 66/100   |
| Metallized.it          | 70/100   |

Rev-Raptor è il tredicesimo album in studio della band heavy metal tedesca U.D.O.
Pubblicato il 20 maggio 2011, il disco è stato preceduto dall'EP Leatherhead.
Per le canzoni "Leatherhead" e "I Give As Good As I Get" sono stati tratti due video musicali.
Tra le bonus tracks del digipak figura anche "Heavy Metal W:O:A", inno ufficiale del Wacken Open Air 2010.

## Tracce
1. Rev-Raptor
2. Leatherhead
3. Renegade
4. I Give As Good As I Get
5. Dr. Death
6. Rock 'n' Roll Soldiers
7. Terrorvision
8. Underworld
9. Pain Man
10. Fairy Tales of Victory
11. Motor-Borg
12. True Born Winners
13. Time Dilator - bonus track del digipak
14. Days of Hope and Glory
15. Heavy Metal W:O:A - bonus track del digipak
16. I Give As Good As I Get (videoclip) - bonus track del digipak
17. Leatherhead (videoclip) - bonus track del digipak
18. Stormbreaker - bonus track dell'edizione giapponese
19. Bodyworld - bonus track dell'edizione giapponese

## Formazione
- Udo Dirkschneider: voce
- Stefan Kaufmann: chitarra
- Igor Gianola: chitarra
- Fitty Wienhold: basso
- Francesco Jovino: batteria